# Перша Марокканська криза
Перша Марокканська криза (Танжерська криза) — міжнародна криза, яка виникла через вирішення міжнародного статусу Марокко у березні 1905 — травні 1906. Німеччина обурилась збільшенням впливу Франції в Марокко й наполягала на політиці відкритих дверей. У березні 1905 року німецький кайзер вирушив до Танжера і виступив з промовою на користь незалежності Марокко. Перебуваючи у дипломатичній ізоляції, Німеччина звернулася до президента США Теодора Рузвельта для посередництва у розв'язанні проблеми. Міжнародна конференція, скликана для врегулювання кризи, ухвалила компромісне рішення встановити міжнародний контроль над поліцією у великих портах Марокко, яке поклало кінець кризі.

## Передумови
Канцлер Німеччини Бюлов був стурбований нещодавно підписаною Англо-французькою угодою. Він вирішив випробувати новий союз між Англією і Францією, тому що ці країни нещодавно мали суперечки в Африці, Азії і Тихоокеанському регіоні. Він розраховував, що криза мала виявити слабкість зв'язків між двома державами, і що Велика Британія не буде готова запропонувати потужну підтримку Франції у ситуації, коли замайорить війна.
У 1904, французький уряд спробував встановити протекторат над Марокко, а також підписав дві двосторонні секретні угоди з Англією (8 квітня) 1904 р. та Іспанією (7 жовтня) 1904, які гарантували йому підтримку в цьому питанні. Франція та Іспанія таємно поділили султанат. Подібна угода була підписана з Італією (14—16 грудня 1900 р.)

## Хронологія подій

### Візит кайзера
Німеччина негайно вжила дипломатичних заходів, щоб заблокувати нову угоду, у тому числі невдалий візит Вільгельма II в Танжер 31 березня 1905. Кайзер Вільгельм намагався дістати підтримку в Марокко, якщо держава вступить у війну з Францією чи Англією, і виступив з промовою, висловивши підтримку незалежності Марокко, що було провокаційним викликом французькому впливу в Марокко.

### Військова мобілізація
Німеччина прагнула багатосторонньої конференції, де Франція могла бути притягнута до відповідальності перед іншими європейськими державами. Французький прем'єр Моріс Рувьє спочатку був зацікавлений у компромісному рішенні, пізніше відмовився, громадська думка Франції повернулася проти Німеччини і Британія підтримала французьку позицію. Французький міністр закордонних справ Теофіль Делькассе також дотримувався цієї лінії. Криза досягла свого піку в середині червня, коли Делькассе позбавили портфеля. 1 липня Франція, за потужної підтримки Британії, погодилися взяти участь у конференції, оскільки було очевидно, що Німеччина в дипломатичній ізоляції.
Криза й далі наростала. Німеччина почала мобілізацію резервістів (30 грудня), а у відповідь Франція розпочала перекидати війська до кордону з Німеччиною (3 січня).

### Альхесіраська конференція
Альхесіраська конференція, яка була скликана для вирішення суперечки, працювала 16 січня — 7 квітня 1906 року. З 13 країн німецькі представники знайшли прихильників лише в Австро-Угорщині, натомість Францію підтримали Велика Британія, Росія, Італія, Іспанія та США. Німецька спроба компромісу була відкинута усіма, крім Австро-Угорщини. Німці вирішили зберегти обличчя і укласти компромісну угоду 31 березня 1906. Договір врегулювання кризи підписано 31 травня 1906. Франція погодилася поступитися контролем над марокканською поліцією, але зберегла ефективний контроль над марокканськими політичними і фінансовими справами.

## Наслідки
Альхесіраська конференція лише тимчасово вирішила Марокканську кризу і загострила міжнародну напруженість між Троїстим союзом і Антантою. Вона також показала дієвість Англо-Французької угоди. Криза може розглядатися як привід до англо-російської угоди, укладеної наступного року, оскільки обидві країни підтримали Францію. Кайзер Вільгельм II був розлючений через приниження та сповнений рішучості не відступати знову, що призвело до участі Німеччини у Другій Марокканській кризі.